# Bourscheid (Francia)
Bourscheid è un comune francese di 212 abitanti situato nel dipartimento della Mosella nella regione del Grand Est.

## Società

### Evoluzione demografica
Abitanti censiti